# Bergia pusilla
Bergia pusilla är en slamkrypeväxtart som först beskrevs av F. Müll., och fick sitt nu gällande namn av George Bentham. Bergia pusilla ingår i släktet Bergia och familjen slamkrypeväxter. Inga underarter finns listade i Catalogue of Life.